# Kyuss
Kyuss est un groupe américain de rock, originaire de Palm Desert, Californie. Il s'agit de l'un des groupes les plus célèbres de la scène stoner rock. Fondé en 1987, il se compose initialement de Josh Homme à la guitare, de John Garcia au chant, de Brant Bjork à la batterie, et de Chris Cockrell à la basse. Après la parution d'un EP sous le nom de Sons of Kyuss en 1990, le groupe raccourcit son nom en Kyuss, et engage Nick Oliveri. Après cinq ans, le groupe recense quatre albums studio, et un dernier split EP en 1997 sous le nom de Kyuss. Après leur séparation en 1996, les différents membres se lanceront dans divers projets, Josh Homme formera les Queens of the Stone Age, John Garcia Unida et Brant Bjork rejoindra Fu Manchu.
En novembre 2010, trois anciens membres du groupe (excepté Homme) se réunissent pour une tournée sous le nom de Kyuss Lives!, avec, à cette période, une idée pour un nouvel album. Une action en justice effectuée par Homme mène à la séparation du groupe en 2012 ; cinq mois plus tard, Garcia et Bjork sont désormais interdit de paraître sous le nom de Kyuss Lives!. Par conséquent, ils changent de nom pour Vista Chino.

## Historique

### Carrière sous divers noms (1987–1995)
C’est à Palm Desert, en Californie, que John Garcia, Josh Homme et Brant Bjork, qui se connaissent depuis l'école, forment en 1987 le groupe Katzenjammer (gueule de bois), qu'ils renomment en 1989 Sons of Kyuss d'après le nom d'une créature du jeu de rôle Donjons et Dragons. Le groupe se produit surtout dans le sud de la Californie, souvent lors de fêtes organisées dans le désert, appelées generator parties à cause de l'utilisation de groupes électrogènes servant à l'alimentation électrique des instruments. Josh Homme est connu pour jouer de la guitare électrique à travers un amplificateur de basse afin de créer un son plus profond. En 1990, le groupe sort Sons of Kyuss, un EP avec Chris Cockrell à la basse, puis raccourcit son nom en Kyuss. Le groupe, avec cette fois Nick Oliveri à la basse, sort son premier album Wretch en 1991 sur le label Dali Records. Cependant, les ventes sont faibles malgré la renommée croissante des concerts du groupe.
Leur second album, Blues for the Red Sun, est produit par Chris Goss. Acclamé par la critique, cet album apporte au groupe son statut de groupe culte. Oliveri quitte le groupe et est remplacé par Scott Reeder à la sortie de l'album. Kyuss a la chance d'être aidé par Nirvana, et particulièrement par le batteur Dave Grohl. Ils leur permettent d'avoir une place sur la partie australienne (concerts à Perth, Sydney, Melbourne, etc.) de la tournée 1993 de Metallica. Le style musical de Kyuss influence alors la tournure prise par Metallica sur son album suivant,.Le groupe signe sur Elektra Records pour sortir Welcome to Sky Valley le 28 juin 1994, album encore une fois salué par la critique,.
Des problèmes personnels déchirent le groupe et Brant Bjork le quitte après une brève tournée. Il est remplacé par Alfredo Hernández, à l'époque batteur de Yawning Man, groupe qui influence toute la scène de Palm Desert, Kyuss y compris qui reprendra Catamaran sur l'album ...And the Circus Leaves Town. En 1995, ils font paraître ...And the Circus Leaves Town, un album qu'ils enregistrent entre le 1er et le 20 mars 1995, mais le groupe est finalement dissout. Homme et Hernandez se retrouvent de nouveau pour former les Queens of the Stone Age et recrutent plus tard Oliveri comme bassiste. Garcia fait partie de plusieurs projets, comme Unida et Slo Burn, avant de fonder Hermano. Plus tard, Hernandez jouera avec Fatso Jetson et Yawning Man. Cockrell formera Vic du Monte's Idiot Prayer. Brant Bjork, quant à lui, partira dans le groupe de Scott Hill, Fu Manchu, autre groupe majeur de stoner rock. Brant quittera Fu Manchu pour se lancer dans une carrière solo, notamment avec Jalamanta qui devint un album culte de la scène de Palm Desert, et du desert rock.

### Après séparation (depuis 1996)
La dernière sortie de Kyuss, en 1997, consiste en un split EP contenant trois chansons de Kyuss et trois des Queens of the Stone Age. En 2000, ils font paraître une compilation, Muchas Gracias: The Best of Kyuss, contenant des inédits, des faces B et des enregistrements en public.
En 2010, John Garcia entame une tournée sous le nom Garcia Plays Kyuss, durant laquelle il interprète le répertoire de Kyuss. En juin, Nick Oliveri et Brant Bjork le rejoignent pour deux morceaux sur la scène du Hellfest, en France. À l'automne 2010, le trio annonce la formation du groupe Kyuss Lives!. À la suite d'un procès avec Josh Homme et Scott Reeder, en 2012 le groupe reformé change de nom pour Vista Chino, et sortent l'album Peace le 30 août 2013.
En 2020, Josh Homme affirme qu'il n'est pas opposé à une reformation de Kyuss . 

## Influence et hommages
Le groupe australien The Fauves (en) a écrit en 1996 une chanson (Understanding Kyuss) qui rend hommage au groupe. The Fauves est peu connu en dehors de l'Australie. La chanson est donc d'abord destiné à un public local. Elle montre l'influence qu'a eu Kyuss dans le pays à la suite de ses prestations de 1993 durant la tournée de Metallica. 

## Membres

### Anciens membres
- Josh Homme – guitare (1987–1995)
- John Garcia – chant lead (1987–1995)
- Brant Bjork – batterie, percussions (1987–1994)
- Chris Cockrell – basse (1987–1991)
- Nick Oliveri – guitare (1987–1988), basse (1991–1992)
- Scott Reeder – basse (1992–1995)
- Alfredo Hernández – batterie, percussions (1994–1995)

## Discographie

### Albums
- 1990 : Sons of Kyuss
- 1991 : Wretch
- 1992 : Blues for the Red Sun
- 1994 : Welcome to Sky Valley
- 1995 : ...And the Circus Leaves Town

### Singles
- 1992 : Green Machine
- 1994 : Gardenia
- 1994 : Demon Cleaner
- 1995 : One Inch Man
- 1995 : Into the Void
- 1996 : Shine!

### Compilation
- 2000 : Muchas Gracias: The Best of Kyuss